# Irina Berezina
Irina Berezina-Feldman (* 7. Juli 1965 in Kiew) ist eine australische Schachspielerin. Bis Juni 1992 spielte sie für den sowjetischen, bis Dezember 1993 für den russischen und seitdem für den australischen Schachverband.
1992 zog sie mit ihrem Mann Vladimir Feldman, der den Titel Internationaler Meister trägt, von der Ukraine nach Australien. Zusammen betreiben sie mit Irinas Berezinas älterem Bruder, dem FIDE-Meister Viktor Berezin, in Sydney eine Schachschule namens Chess Masters. Seit 1995 trägt sie den offiziellen Titel FIDE-Trainer. 1996 wurde ihr die Mick Brandon Trophy (Mick Brandon Sportswoman of the Year Award) der Maccabi New South Wales verliehen. Als Spielerin trägt sie die Titel Internationaler Meister der Frauen (WIM, seit 1993) und Internationaler Meister (IM, seit 1999). Damit ist sie die einzige lebende Frau, die zwar den IM-Titel, aber nicht den Frauen-Großmeistertitel trägt. Im Januar 2016 führte sie die australische Rangliste der Frauen mit einer Elo-Zahl von 2178 an. Sie liegt mit Stand Juni 2020 mit 2081 Punkten auf dem fünften Platz der australischen Elo-Rangliste der Frauen. Ihre bisher höchste Elo-Zahl war 2304 im Jahr 2000.
Am Spitzenbrett der australischen Frauennationalmannschaft nahm sie zwischen 1994 und 2014 an sieben Schacholympiaden teil mit einem Gesamtergebnis von 40,5 Punkten aus 76 Partien (+25 =31 −20).
1993 wurde sie Zweite beim Zonenturnier von Jakarta. Das Zonenturnier 1995 in Malaysia konnte sie gewinnen und qualifizierte sich dadurch für das Interzonenturnier 1995 in Chișinău, bei dem sie sich jedoch nicht für die Frauenweltmeisterschaft qualifizieren konnte. 1999 gewann sie in Sydney die australische Frauenmeisterschaft. Das ozeanische Zonenturnier (weiblich) 2002 in Korolevu auf Viti Levu konnte sie ebenso gewinnen wie das Zonenturnier 2005 in Auckland. Bei der Weltmeisterschaft 2006 in Jekaterinburg schied sie mit 0,5:1,5 in der ersten Runde gegen S. Vijayalakshmi aus. Das Zonenturnier 2007 in Nadi gewann sie mit 1,5 Punkten Vorsprung, das Zonenturnier 2011 in Rotorua nach Punktgleichstand in einem Tie-Break gegen Emma Guo, das Zonenturnier 2013 in Nadi erneut punktgleich vor Emma Guo.